# Swolnpes darwini
Espèce
Swolnpes darwini est une espèce d'araignées mygalomorphes de la famille des Anamidae.

## Distribution
Cette espèce est endémique du Goldfields-Esperance en Australie-Occidentale,. Elle se rencontre vers Tropicana.

## Description
Le mâle holotype mesure 7,6 mm.

## Étymologie
Cette espèce est nommée en l'honneur de Charles Darwin.

## Publication originale
- Main & Framenau, 2009 : A new genus of mygalomorph spider from the Great Victoria Desert and neighbouring arid country in south-eastern Western Australia (Araneae: Nemesiidae). Records of the Western Australian Museum, vol. 25, p. 277–285 (texte intégral).